# Theo de Rooij
 Theo de Rooij (Harmelen, 25 de abril de 1957) es un exciclista neerlandés. También fue mánager del equipo Rabobank. Fue profesional de 1980 a 1990 y ganó la Vuelta a Alemania en 1982. 
El 5 de mayo de 2012, admitió que pudo haber corredores que se dopasen en el conjunto Rabobank, que dirigió desde 1996 hasta 2007.

## Palmarés
| 1978 - Tour de Rhénanie-Palatinat - Vuelta a Eslovaquia 1979 - 1 etapa del Tour de RDA - Vuelta a Holanda Septentrional 1980 - Campeonato de Flandes - 1 etapa del Tour de Romandía - 3º en el Campeonato de Holanda en Ruta 1981 - 1 etapa de la Semana Catalana | 1982 - Vuelta a Alemania, más 1 etapa - 1 etapa de la Vuelta a Suiza - Trofeo Laigueglia 1985 - 1 etapa de la Semana Catalana 1987 - 3º en el Campeonato de Holanda en Ruta 1989 - 1 etapa del Tour de Luxemburgo - 1 etapa de la Vuelta a los Países Bajos |

## Resultados en las grandes vueltas
| Carrera         | 1980 | 1981 | 1982 | 1983 | 1984 | 1985 | 1986 | 1987  | 1988 | 1989  | 1990  |
| --------------- | ---- | ---- | ---- | ---- | ---- | ---- | ---- | ----- | ---- | ----- | ----- |
| Giro de Italia  | -    | -    | -    | -    | -    | -    | -    | 111.º | 79.º | -     | 161.º |
| Tour de Francia | -    | 39.º | 19.º | 29.º | 59.º | 80.º | -    | 91.º  | -    | 125.º | -     |
| Vuelta a España | -    | -    | -    | -    | -    | 38.º | 38.º | -     | -    | -     | -     |
| Mundial en Ruta | -    | 18.º | -    | -    | -    | -    | 82.º | -     | -    | -     | -     |